# Discografia di Erykah Badu
La discografia di Erykah Badu, cantante statunitense, comprende cinque album realizzati in studio, un album dal vivo e diciassette singoli.

## Discografia

### Album in studio
| Anno | Titolo                                                                                             | Classifiche | Classifiche | Classifiche | Classifiche | Classifiche | Classifiche | Classifiche | Classifiche | Certificazioni                         |
| Anno | Titolo                                                                                             | US          | US R&B      | UK          | UK R&B      | AUS         | SVE         | SWI         | NLD         | Certificazioni                         |
| ---- | -------------------------------------------------------------------------------------------------- | ----------- | ----------- | ----------- | ----------- | ----------- | ----------- | ----------- | ----------- | -------------------------------------- |
| 1997 | Baduizm - Pubblicato: 11 febbraio 1997 - Etichetta: Kedar Records                                  | 2           | 1           | 17          | —           | —           | 7           | —           | 32          | - CAN: Oro - UK: Oro - US: Platino (3) |
| 2000 | Mama's Gun - Pubblicato: 31 ottobre 2000 - Etichetta: Motown Records                               | 11          | 3           | 76          | —           | 56          | 19          | 33          | 7           | - CAN: Oro - US: Platino               |
| 2003 | Worldwide Underground - Pubblicato: 16 settembre 2003 - Etichetta: Motown Records                  | 3           | 2           | 93          | —           | 64          | 7           | 32          | 42          | - US: Oro                              |
| 2008 | New Amerykah Part One (4th World War) - Pubblicato: 26 febbraio 2008 - Etichetta: Motown Records   | 2           | 2           | 55          | —           | 39          | 5           | 10          | 25          |                                        |
| 2010 | New Amerykah Part Two (Return of the Ankh) - Pubblicato: 30 marzo 2010 - Etichetta: Motown Records | 4           | 2           | 56          | 9           | —           | 21          | —           | 69          |                                        |

### Album dal vivo
| Anno | Titolo                                                         | Classifiche | Classifiche | Classifiche | Classifiche | Certificazioni    |
| Anno | Titolo                                                         | US          | US R&B      | UK          | NLD         | Certificazioni    |
| ---- | -------------------------------------------------------------- | ----------- | ----------- | ----------- | ----------- | ----------------- |
| 1997 | Live - Pubblicato: 18 novembre 1997 - Etichetta: Kedar Records | 4           | 1           | 195         | 5           | - US: Platino (2) |

### Singoli
Come artista principale
| Anno | Titolo                                                 | Classifiche | Classifiche | Classifiche | Classifiche | Classifiche | Classifiche | Album di provenienza                       |
| Anno | Titolo                                                 | US          | US R&B      | UK          | CAN         | NLD         | NZ          | Album di provenienza                       |
| ---- | ------------------------------------------------------ | ----------- | ----------- | ----------- | ----------- | ----------- | ----------- | ------------------------------------------ |
| 1996 | On & On                                                | 12          | 1           | 12          | —           | —           | 44          | Baduizm                                    |
| 1997 | Next Lifetime                                          | —           | 3           | 30          | —           | 100         | 40          | Baduizm                                    |
| 1997 | Otherside of the Game                                  | —           | 57          | —           | —           | —           | —           | Baduizm                                    |
| 1997 | Apple Tree                                             | —           | 67          | 47          | —           | —           | —           | Baduizm                                    |
| 1997 | Tyrone                                                 | 62          | 4           | —           | —           | 19          | —           | Live                                       |
| 1999 | Southern Gul (featuring Rahzel)                        | 76          | 24          | —           | —           | —           | —           | Make the Music 2000                        |
| 2000 | Bag Lady                                               | 6           | 1           | —           | 6           | 93          | —           | Mama's Gun                                 |
| 2000 | Didn't Cha Know?                                       | 113         | 28          | —           | —           | 99          | —           | Mama's Gun                                 |
| 2001 | Cleva                                                  | —           | 77          | —           | —           | —           | —           | Mama's Gun                                 |
| 2002 | Love of My Life (An Ode to Hip-Hop) (featuring Common) | 9           | 1           | —           | —           | —           | —           | Brown Sugar (Original Soundtrack)          |
| 2003 | Danger                                                 | 82          | 27          | —           | —           | —           | —           | Worldwide Underground                      |
| 2004 | Back in the Day (Puff)                                 | —           | 62          | —           | —           | —           | —           | Worldwide Underground                      |
| 2007 | Honey                                                  | 88          | 22          | —           | —           | —           | —           | New Amerykah Part One (4th World War)      |
| 2008 | Soldier                                                | —           | —           | —           | —           | —           | —           | New Amerykah Part One (4th World War)      |
| 2008 | Healer                                                 | —           | —           | —           | —           | —           | —           | New Amerykah Part One (4th World War)      |
| 2010 | Window Seat                                            | 95          | 16          | —           | —           | —           | —           | New Amerykah Part Two (Return of the Ankh) |
| 2010 | Turn Me Away (Get MuNNY)                               | —           | 87          | —           | —           | —           | —           | New Amerykah Part Two (Return of the Ankh) |

Come artista ospite
| Anno | Titolo                                                      | Classifiche | Classifiche | Classifiche | Classifiche | Classifiche | Album di provenienza |
| Anno | Titolo                                                      | US          | US R&B      | UK          | NLD         | NZ          | Album di provenienza |
| ---- | ----------------------------------------------------------- | ----------- | ----------- | ----------- | ----------- | ----------- | -------------------- |
| 1999 | You Got Me (The Roots featuring Erykah Badu)                | 39          | 11          | 31          | 46          | 37          | Things Fall Apart    |
| 2001 | Sweet Baby (Macy Gray featuring Erykah Badu)                | —           | 13          | 23          | 80          | 12          | The Id               |
| 2006 | That Heat (Sérgio Mendes featuring will.i.am & Erykah Badu) | —           | —           | —           | —           | —           | Timeless             |
| 2006 | Get Live (Strange Fruit Project featuring Erykah Badu)      | —           | —           | —           | —           | —           | The Healing          |